# Шинкансен
Шинкансен (јап. 新幹線, дословно значење је „нова магистрала”) је мрежа возова великих брзина у Јапану у власништву пет компанија Групе јапанских железница (JR). Од пуштања у промет 1964. године мрежа се проширила на преко 2700 km и повезује већину великих градова на острвима Хокаидо, Хоншу и Кјушу. Због велике брзине и дизајна популаран је и надимак „воз-метак”.

## Историја
Јапан је прва земља у свету која је градила посебне пруге за возове велике брзине. Услед претежно планинског терена постојећа железничка мрежа уског колосека није давала могућност за надоградњу, стога је постојала велика потреба за изградњом нових пруга.
Међу творцима Шинкансена истичу се Хидео Шима, главни инжењер, и Шинђи Сого, први председник Јапанских националних железница (JNR), који су успели да испослују подршку политичара.

### Изградња
По завршетку Другог светског рата планови о брзим пругама бивају заборављени док је трајала обнова јапанске привреде и индустрије. Међутим, већ наредне деценије због преоптерећења на главној линији између Токија и Осаке Министарство железница је одлучило да се поново окрене Шинкансену. Влада је и званично одобрила пројекат у децембру 1958. године и прва деоница Токаидо Шинкансена између Токија и Осаке је започета са изградњом у априлу 1959. године. Првобитна претпоставка је била да трошкови изградње неће прећи 200 милиона јена, што је прикупљено издавањем обвезница и узимањем нискокаматног зајма од Светске банке у вредности од 80 милиона долара. Трошкови су се, међутим, готово удвостручили. Године 1963. Шинђи Сого је преузео одговорност за недостатак новца и поднео оставку.

### Почетни успех
И поред финансијских проблема, Токаидо Шинкансен је и званично отворен 1. октобра 1964. године, тачно пред почетак Олимпијских игара у Токију.
Уобичајено путовање до Осаке, које је трајало 6 сати и 40 минута, скраћено је на 4 сата, а до 1967. на свега 3 сата. То је довело до општих промена у начину живота и пословања Јапанаца и повећало потражњу. Увођење Шинкансена је било несумњив успех и за мање од три године пословања забележено је укупно 100 милиона путника. И у данашње време Токаидо Шинкансен је најпрометнија брза пруга у свету.
Први тип воза, серија 0, саобраћао је брзином од 220 km/h и коришћен је до 2008. године.

### Ширење мреже
Изненадан успех Токаидо Шинкансена је довео до продужетка ка западу, и то ка Окајами, Хирошими, Фукуоки (Санјо Шинкансен), који је отворен 1975. године. Премијер Какуеи Танака, који је подржавао пројекат, предложио је велику мрежу брзих пруга које би биле паралелне постојећим пругама. Као део тог плана саграђени су Тохоку Шинкансен и Џоетсу Шинкансен. Већина осталих пруга, међутим, нису доживеле изградњу зато што је током 70-их година JNR запао у дугове, првенствено због превеликих трошкова изградње Шинкансена.
Током 80-их година компанија је прешла у стечај и приватизована је 1987. године. Нове компаније, сада део JR Групе, наставиле су са развојем мреже. Почев од 2014. године Шинкансен саобраћа брзином од 320 km/h, а у току су студије изводљивости максималне брзине од 360 km/h.

## Технологија
Да би се омогућила велика брзина саобраћаја Шинкансен примењује напредну технологију у поређењу са уобичајеним пругама, чиме се уједно постиже и висок стандард безбедности и удобности. Та технологија је примењена и код других брзих пруга широм света.

### Позиционирање
Пруге Шинкансена су комплетно одвојене од конвенционалних пруга (изузетак је тзв. Мини-Шинкансен, који је повезан и са конвенционалним пругама). То омогућава велику тачност возова. Пружни прелази у истом нивоу не постоје и било какво прелажење шина се строго кажњава. Уместо заобилажења препреке користе се тунели и вијадукти, а минимални радијус кривине је 4 метра.

### Шине
Уместо уобичајеног уског колосека ширине 1067 mm користи се стандардни колосек (1435 mm). Користе се дугачке шине које се међусобно лако спајају чиме се спречавају флуктуације у ширини колосека проузроковане топлотним ширењем и скупљањем. Ради елиминације процепа на укрштањима и скретницама користе се континуирани варови на шинама.
Шине се постављају на баласт или на бетонске плоче. Бетонске плоче се користе само код тунела, вијадукта и на станицама. Посебно су ефективне код тунела, јер нижи тунели имају мањи попречни пресек, што смањује трошкове изградње тунела и до 30%. Међутим, мањи тунели код Шинкансена доприносе стварању велике буке на крајевима тунела, што представља проблем становницима насеља на тим местима, а на дуже стазе може да проузрокује и оштећења пруге.

### Тачност
Године 2014. објављено је да је просечно кашњење Шинкансена било само 54 секунде, што га чини врло тачним и поузданим. Кашњења су углавном резултат непредвидивих узрочника, првенствено земљотреси и друге елементарне непогоде. Рекордна тачност је забележена 1997. године, када је просечно кашњење Шинкансена било свега 18 секунди.

### Безбедност
За протеклих 50 и више година Шинкансен је превезао укупно преко 10 милијарди људи и током тог периода ниједна особа није настрадала услед судара или искакања воза из шина. Неколико људи је бивало повређено и једна особа је погинула услед затварања врата на путнике или њихове ствари. Забележени су и случајеви самоубистава скакањем из или испред воза у покрету. Дана 30. јуна 2015. године један путник је извршио самоубиство у возу тако што се запалио. Том приликом је још једна особа настрадала и још седам повређено.
Два пута је дошло до искакања воза из шина у путничком саобраћају. Дана 23. октобра 2004. услед земљотреса 8 од 10 вагона воза Токи бр. 325 је искочило из шина близу Нагаоке на Џоетсу Шинкансену. Нико од 154 путника није погинуо.
Дана 2. марта 2013. услед мећаве на Акита Шинкансену воз Комачи бр. 25 је искочио из шина код Даисена. Није било повређених.

## Економски утицај
Шинкансен је имао значајан допринос пословању, економији, друштву, животној средини и култури у Јапану. Показало се да је прелазак на брзе пруге резултирао уштедом 400 милиона сати, односно 500 милијарди јена у финансијском погледу. Постојање Шинкансена, нарочито у појасу Таихеијо мегалополиса (од Фукуоке до Токија), постигло је два примарна циља:
- Шинкансен је смањио терет загушености регионалног транспорта повећавши приступачност уз минималан утрошак земљишта, стога је економски пожељнији.
- Обзиром да је железница већ била популарно превозно средство у Јапану није било много људи које треба убедити да промене превозно средство. Токаидо Шинкансен је повезао два огромна града и врло брзо је самог себе исплатио. Добра повезаност је препородила руралне вароши, које би иначе остале превише удаљене од великих градова.

Ипак, првобитна пракса владе Јапана и челника JNR је била да се Шинкансен шири у слабије насељене делове државе, првенствено са циљем ширења бенефита брзих пруга ван урбаних центара попут Токија и Осаке. У неким деловима регионално проширење је било осујећено због одужених проблема са преузимањем грађевинског земљишта, понегде и под утицајем оштрих протеста локалног становништва против ширења писта аеродрома Нарита у Токију зарад већег капацитета (Токијски аеродроми су били преоптерећени, а места није било за изградњу новог аеродрома због рељефа, недостатка простора у самом граду и неопходног присуства војске САД).
Шинкансен се ширио у слабо насељена подручја у нади да ће таква пракса растеретити градску зону и подстаћи становништво да насели руралне крајеве. Таква пракса је много коштала JNR (које су већ биле под притиском да субвенционишу одржавање непрофитаблиних руралних пруга) до те мере да је у тренутку преузимања дугова за изградњу Шинкансена укупан дуг JNR-а износио 28 билиона јена (око 200 милијарди евра), што је државну фирму отерало у банкрот. Новоформирана JR Група је на себе преузела део финансијске одговорности старе фирме да би преузели мрежу Шинкансена, због чега су морали да стечајној фирми плате 9,2 билиона јена. Проширење у руралне области је настављено, али је овога пута остављена могућност да непрофитабилне пруге буде препуштене фирмама из приватног сектора.

## Проблеми

### Бука
Регулација нивоа буке у околини брзих пруга знатно отежава повећање брзине возова. Густина насељености у Јапану је висока и познати су случајеви протеста против буке због Шинкансена, и данас максималан дозвољени ниво буке је 70 децибела у стамбеним зонама. Стога се примењује побољшање пантографа, смањење масе вагона и постављање звучних баријера.

### Земљотреси
Од 1992. године сви возови имају систем за детекцију земљотреса (UrEDAS) који зауставља возове у случају јаког земљотреса.

### Нагомилавање снега
Крајеви око Маибаре (Токаидо Шинкансен) суочавају се са јаким снегом током зиме. Возови морају да се крећу спорије, што може да поремети ред вожње. Прскалице су постављене, али кашњења до 20 минута још увек се догађају. Оборено дрвеће услед јаког снега је тешко спречити и може да доведе и до прекида саобраћаја. На деловима Џоетсу Шинкансена неретко се дешава да наноси снега буду и преко 2 метра, па су на тим местима такође постављене прскалице, а баласт је замењен бетонским плочама да би се ублажили ефекти снега.

## Линије
| Линија             | Почетак  | Крај     | Дужина (km) | Оператор            | Отворена | Годишње путника |
| ------------------ | -------- | -------- | ----------- | ------------------- | -------- | --------------- |
| Токаидо Шинкансен  | Токио    | Осака    | 515,4       | JR Центар           | 1964     | 143.015.000     |
| Санјо Шинкансен    | Осака    | Хаката   | 553,7       | JR Запад            | 1972     | 64.355.000      |
| Тохоку Шинкансен   | Токио    | Аомори   | 674,9       | JR Исток            | 1982     | 76.177.000      |
| Џоетсу Шинкансен   | Омија    | Ниигата  | 269,5       | JR Исток            | 1982     | 34.831.000      |
| Хокурику Шинкансен | Такасаки | Каназава | 345,4       | JR Исток и JR Запад | 1997     | 9.420.000       |
| Кјушу Шинкансен    | Хаката   | Кагошима | 256,8       | JR Кјушу            | 2004     | 12.143.000      |
| Хокаидо Шинкансен  | Аомори   | Хакодате | 148,9       | JR Хокаидо          | 2016     |                 |

У пракси, Токаидо, Санјо и Кјушу линије формирају континуирану линију исток-запад, а Тохоку и Хокаидо линије формирају линију север-југ. Међутим, на главној токијској станици не постоји физичка веза између Токаидо и Тохоку Шинкансена, стога нема заједничких возова за ове две линије.
Две линије које су део мреже Шинкансена нису нове линије, већ представљају надоградњу постојећих линија. Те линије се називају „Мини-Шинкансен”. То су:
- Јамагата Шинкансен (Фукушима - Шинџо)
- Акита Шинкансен (Мориока - Акита)

## Серије возова
- JR 0 - максимална брзина: 220 km/h
- JR 100 - максимална брзина: 230 km/h
- JR 200 - максимална брзина: 240 km/h
- JR 300 - максимална брзина: 270 km/h
- JR 400 - („Мини-Шинкансен”) максимална брзина: 240 km/h
- JR 500 - максимална брзина: 300 km/h
- JR 700 - максимална брзина: 285 km/h
- JR 800 - максимална брзина: 260 km/h
- JR N700 - максимална брзина: 300 km/h
- JR E1 - воз, који има вагоне на спрат,максимална брзина: 240 km/h
- JR E2 - максимална брзина: 275 km/h
- JR E3 - („Мини-Шинкансен”) максимална брзина: 275 km/h
- JR E4 - максимална брзина: 240 km/h
- JR E5 - максимална брзина: 320 km/h
- JR E6 - („Мини-Шинкансен”) максимална брзина: 320 km/h
- JR E7 / W7 - максимална брзина: 260 km/h

## Возови за тест брзине
Постоје и возови за тест, који су жуте боје и користе се при разним испитивањима линија велике брзине. Њихова боја је жута и зову се „Doctor Yellow”.